# Edgar Adrian, 1. Baron Adrian

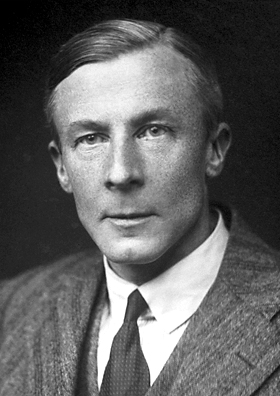
Edgar Douglas Adrian, 1932

Edgar Douglas Adrian, 1. Baron Adrian OM (* 30. November 1889 in London; † 4. August 1977 in Cambridge) war ein britischer Physiologe. Für seine Entdeckungen auf dem Gebiet der Funktionen der Neuronen erhielt er 1932 gemeinsam mit Charles Scott Sherrington den Nobelpreis für Physiologie oder Medizin.

## Biographie
Edgar Douglas Adrian war der zweite Sohn des Juristen Alfred Douglas Adrian (1845–1922) und absolvierte seine schulische Ausbildung an der Westminster School in London. Ab 1908 begann er sein Naturwissenschaftsstudium am Trinity College der Universität Cambridge. Sein Studium konzentrierte sich dabei vor allem auf die Physiologie. Er erlangte 1911 den Bachelor of Arts in fünf verschiedenen Studienfächern mit ausgezeichneten Noten.
1913 erhielt Adrian ein Forschungsstipendium für seine Arbeiten zur Funktionsweise der Nerven und er begann im gleichen Jahr ein Studium der Medizin. Seine klinischen Studien absolvierte er dabei am St Bartholomew’s Hospital in London und 1915 konnte er auch dieses Studium erfolgreich abschließen. Bis 1919, also während des gesamten Ersten Weltkrieges, arbeitete er klinisch im Bereich der Neurologie und behandelte vor allem Soldaten mit unterschiedlichen neurologischen Erkrankungen. Danach kehrte er nach Cambridge zurück, wo er am physiologischen Institut wirkte und Kurse zum menschlichen Nervensystem gab. Seine Forschungsarbeiten fokussierten zu dieser Zeit auf die Grundlagenforschung der Sinnesphysiologie und der Erregungsleitung in den Nerven. Ab 1925 begann er seine Arbeiten an Sinnesorganen mit elektrischen Methoden, die ihm später den Nobelpreis einbringen sollten.
Am 14. Juni 1923 heiratete er Hester Agnes Pinsent, mit der er drei Kinder hatte. Dabei handelte es sich um seine Tochter Anne Pinsent Adrian (* 1924), die spätere Ehefrau des Physiologen Richard Keynes (1919–2010), sowie die Zwillinge Richard Hume Adrian (1927–1995), der selber Physiologe und wie sein Vater Mitglied der Royal Society wurde, sowie Jennet Parker Adrian (1927–2019).
1929 wurde Adrian Foulerton-Professor der Royal Society und 1937 löste er Sir Joseph Barcroft als Professor für Physiologie an der Universität von Cambridge ab. Diesen Lehrstuhl behielt er bis 1951, danach wurde er zum Leiter des Trinity College bis 1965. Von 1955 bis 1957 war er außerdem Präsident des Leicester University College, ab 1958 Kanzler der Universität Leicester, von 1957 bis 1959 Vizekanzler der Universität Cambridge und von 1967 bis 1976 Kanzler der Universität Cambridge. Von 1950 bis 1955 wurde er Präsident der Royal Society und 1954 zudem der British Association for the Advancement of Science. 1934 wurde er zum Mitglied der Gelehrtenakademie Leopoldina gewählt.
Am 28. Januar 1955 wurde er als Baron Adrian, of Cambridge in the County of Cambridge, zum erblichen Peer erhoben. Er wurde dadurch Mitglied des britischen House of Lords, wo er sich der parteilosen Fraktion der Crossbencher anschloss.
Als er am 4. August 1977 in Cambridge starb, erbte sein Sohn Richard seinen Adelstitel.

## Ehrungen
1923 wurde Adrian als Mitglied („Fellow“) in die Royal Society gewählt, die ihm 1934 die Royal Medal und 1946 die Copley-Medaille verlieh. Gemeinsam mit Charles Scott Sherrington erhielt er für seine Entdeckungen auf dem Gebiet der Funktionen der Neuronen 1932 den Nobelpreis für Physiologie oder Medizin. 1938 wurde er in die American Academy of Arts and Sciences und in die American Philosophical Society gewählt, 1941 in die National Academy of Sciences. 1942 wurde er mit dem Order of Merit ausgezeichnet. Seit 1946 war er Mitglied der Académie des sciences sowie der Royal Society of Edinburgh. Die Königliche Akademie der Wissenschaften und Schönen Künste von Belgien nahm ihn 1960 als assoziiertes Mitglied auf. 1961 wurde er mit dem Karl Spencer Lashley Award ausgezeichnet.

## Arbeiten
Die frühesten Arbeiten Adrians zur Neurophysiologie erfolgten bereits in seinem Studium gemeinsam mit Keith Lucas, der 1916 bei einem Flugzeugabsturz ums Leben kam. Adrian und Lucas versuchten, die Nervenimpulse zu messen, scheiterten allerdings aufgrund der sehr ungenauen Messmethoden und den weitgehend ungeeigneten Nervenpräparaten.
Edgar Douglas Adrian forschte bereits früh an dem „Alles oder nichts“-Gesetz (ANG) in der Erregung von Nerven. Bis 1925 entwickelte er eine, auch die Entwicklung der Elektromyografie vorantreibenede Methode zur Untersuchung und Darstellung von sehr schwachen Aktionspotentialen an einzelnen Nerven und Muskelfasern. Dafür isolierte er einzelne Nervenfasern und leitete die in diesen gemessenen Elektroimpulse an Verstärker weiter, die in der Radioindustrie gebaut wurden. Mit diesem Aufbau konnte er die sehr schwachen Impulse, deren Spannung im Bereich von einigen Mikrovolt liegt und deren Impulse nur wenige Millisekunden andauern, messbar machen und zeigen, dass die Stärke eines Reizes durch die Frequenz der ausgelösten Aktionspotenziale kodiert wird (Impulsfrequenzkodierung). Er wies gemeinsam mit seinen Mitarbeitern nach, dass sich der Reiz als elektrische Welle entlang des Nervs bewegt und dabei das elektrische Potential der Faser verändert wurde. Zwischen den Einzelimpulsen wies er zudem eine kurze Ruhepause nach, die Refraktärzeit. Durch vergleichende Untersuchungen zeigte Adrian außerdem, dass sich die grundlegende Nervenfunktion von sensorischen und motorischen Nerven nicht unterscheidet.
In späteren Arbeiten zeigte Adrian, dass Nerven auch Substanzen vom Zellkörper zu den Synapsen transportieren, darunter Aminosäuren, Proteine und Nährstoffe. Nach 1932 widmete er sich der Entstehung von elektrischen Rhythmen im Gehirn und 1934 stieß er auf die Arbeiten von Hans Berger über die Elektroenzephalographie und erkannte die Tragweite der Entdeckung. Im Bereich der Sinnesphysiologie konzentrierte Adrian seine Arbeit auf die Erforschung des Geruchssinnes, außerdem arbeitete er an den Rezeptoren für den Gleichgewichtssinn im Innenohr sowie den Verknüpfungen der sensorischen und motorischen Hirnareale.

## Schriften
Edgar Douglas Adrian veröffentlichte während seiner wissenschaftlichen Laufbahn eine Reihe von Publikationen in Fachzeitschriften. Außerdem schrieb er folgende Monographien:
- The Basis of Sensation (1927)
- The Mechanism of Nervous Action (1932)
- Factors Determining Human Behaviour (1937, im Autorenteam).
- The Physical Background of Perception (1947)